# Enchophyllum biplaga
Enchophyllum biplaga är en insektsart som beskrevs av Walker. Enchophyllum biplaga ingår i släktet Enchophyllum och familjen hornstritar. Inga underarter finns listade i Catalogue of Life.